# تلمبه مهاجری
تلمبه مهاجری، روستایی از توابع مرکزی شهرستان کرمان در استان کرمان است.

## جمعیت
این روستا در دهستان سرآسیاب فرسنگی قرار دارد و براساس سرشماری مرکز آمار ایران در سال ۱۳۹۵، جمعیت آن ۲۲۵ نفر (۷۲ خانوار) بوده‌است.